# Charles Julius Deedes
Charles Julius Deedes, CB, OBE, MC (* 18. Oktober 1913 in Edinburgh, Midlothian, Schottland; † 7. Mai 2005 in York, Yorkshire, England) war ein britischer Offizier und zuletzt Generalmajor der British Army.

## Leben
Charles Julius Deedes war der Sohn von General Sir Charles Deedes, KCB, CMG, DSO (1879–1969), der unter anderem zwischen 1934 und 1937 als Militärsekretär im Kriegsministerium (Military Secretary, War Office) fungierte, und dessen Ehefrau (1885–1970). Seine ältere Schwester Mary Josephine Deedes war die Ehefrau Peter Capel Meyrick (1909–1942), der als Lieutenant-Commander der Royal Navy während des Zweiten Weltkrieges ums Leben kam und ein Sohn von Admiral Sir Sidney Julius Meyrick war. Er absolvierte nach dem Besuch der Oratory School in Reading eine Offiziersausbildung am Royal Military College Sandhurst und wurde nach dem Abschluss wurde er 1920 als Second Lieutenant in das Leichte Infanterieregiment King’s Own Yorkshire Light Infantry übernommen. Er fand in der Zwischenkriegszeit zahlreiche Verwendungen als Offizier sowie Stabsoffizier.
Während des Zweiten Weltkrieges nahm Deedes an zahlreichen Kampfhandlungen auf dem europäischen Kriegsschauplatz teil und wurde während des Italienfeldzuges verwundet. Für seine militärischen Verdienste wurde er 1944 mit dem Military Cross (MC) ausgezeichnet. Nach Kriegsende war er unter anderem zwischen 1949 und 1950 Kommandeur des Luftlanderegiments Glider Pilot Regiment und wurde für seine militärischen Leistungen 1953 auch zum Officer des Order of the British Empire (OBE) ernannt. Als Brigadier war er zwischen September 1962 und Februar 1965 im Kriegsministerium stellvertretender Direktor für Stabsdienste des Heeres (Deputy Director of Army Staff Duties, War Office).
Nach seiner Beförderung zum Major-General wurde Charles Deedes im März 1965 Chef des Stabes des Heereskommandos Ost (Chief of Staff, Eastern Command) und bekleidete diesen Posten bis April 1968. Zugleich übernahm er 1966 von Generalleutnant Sir Roger Bower das Ehrenamt als Colonel of the King’s Own Yorkshire Light Infantry und begleitete dieses bis 1968, als die bisher eigenständigen Regimenter King’s Own Yorkshire Light Infantry, Somerset and Cornwall Light Infantry, King’s Shropshire Light Infantry und Durham Light Infantry zum Infanterieregiment The Light Infantry zusammengelegt wurden. Zuletzt war er von April bis Juni 1968 noch Chef des Stabes des Heereskommandos Süd (Chief of Staff, Southern Command). Für seine langjährigen Verdienste wurde er 1968 auch zum Companion des Order of the Bath (CB) ernannt.
Aus seiner am 4. September 1939 in der St. Wilfred’s Church in York geschlossenen Ehe mit Beatrice Elaine Murgatroyd gingen die drei Söhne Charles Michael Julius Deedes (* 1941), Christopher Deedes (* 1944), der bis 1992 als Oberst diente, und Jeremy Deedes (* 1955) hervor.